# Litighiamo
Litighiamo è un singolo del cantautore italiano Riki, pubblicato il 4 settembre 2020 come terzo estratto dal secondo album in studio Popclub.

## Descrizione
Il brano è scritto dallo stesso cantautore con Riccardo Scirè, il quale ha anche curato la produzione, ed è stato pubblicato in concomitanza all'uscita dell'album Popclub.

## Tracce
Testi e musiche di Riccardo Marcuzzo e Riccardo Scirè.
1. Litighiamo – 2:40